# Естер Сегал
Естер Сігал (1895—1974) — канадська поетеса та письменниця мовою їдиш, яка народилася в Україні.
Естер Сігал народилася в Солобківці, у родин кантора, у сім'ї хасидів, де було семеро дітей, серед яких також був її брат, поет Якоб Ісаак Сігал. Після смерті її батька протягом 1900-1910-х років сім'я поступово оселилася в Монреалі, де жили сестри її матері. Сама Сігал іммігрувала в 1909 році. Вона здобула освіту в хедері в Україні, відвідувала вечірню школу в Монреалі, а також Єврейську вчительську семінарію в Нью-Йорку.
Одружилася з поетом А. С. Школьниковим, народила доньку Маше.
Починаючи з 1922 року публікувала вірші в їдишському літературному журналі Epokhe («Епоха»), що виходив у 1922 році. Часто публікувалася в журналах та антологіях, зокрема в Yidishe dikhterins: Antologye (Їдишські поетеси: антологія, за редакцією Езрою Корманом). Вона опублікувала лише одну поетичну збірку «Лідер» («Вірші», 1928).
Після смерті чоловіка у 1962 році виїхала за Маше до Ізраїлю в 1965 році.